# 송서연
송서연(본명: 송지은, 1979년 8월 12일 ~)은 대한민국의 배우이며 1997년 SBS 톱탤런트 선발대회에서 금상을 수상한 뒤 자사 드라마 〈파트너〉에 캐스팅되었지만 촬영 첫날 아버지가 세상을 떠나 충격에 휩싸이자 6회 만에 도중하차했고 한동안 방황해 왔다가 1999년 CF 모델로 나섰다.
그 뒤, 자사 드라마 〈카이스트〉 2기에 주역으로 발탁됐으나 3개월 만에 조기종영된 데 이어 매니저와 사이가 틀어져 2003년 1월까지 활동을 중단했으며 시크릿의 멤버 중 한 명과 이름이 똑같아 뒷날 현재의 예명으로 개명했다.

## 학력
- 덕산고등학교
- 동덕여자대학교 방송연예학 학사

## 연기 활동

### 드라마
- 1997년 SBS 일일시트콤 《OK목장》
- 1997년 SBS 수목드라마 《형제의 강》
- 1997년 SBS 일일드라마 《미아리 일번지》
- 1997년 SBS 월화드라마 《여자》
- 1997년 SBS 수목드라마 《모델》
- 1997년 SBS 주말특별기획 《아름다운 그녀》
- 1997년 SBS 단막극 《70분 드라마 - 나는 원한다》
- 1997년 SBS 단막극 《70분 드라마 - 삼십세》
- 1997년 SBS 일일연속극 《지평선 너머》
- 1997년 SBS 단막극 《70분 드라마 - 애인떼는 방법 101가지》
- 1997년 SBS 주말극장 《아름다운 죄》
- 1997년 SBS 수목드라마 《화이트 크리스마스》
- 1998년 SBS 일일시트콤 《순풍산부인과》
- 1998년 SBS 일일연속극 《서울 탱고》
- 1998년 SBS 주말극장 《사랑해 사랑해》
- 1998년 SBS 월화드라마 《바람의 노래》
- 1998년 SBS 드라마스페셜 《미스터Q》
- 1998년 SBS 드라마스페셜 《홍길동》
- 1998년 SBS 일일연속극 《7인의 신부》
- 1998년 SBS 일일연속극 《미우나 고우나》
- 1998년 SBS 주말극장 《흐린날에 쓴 편지》
- 1999년 SBS 아침드라마 《지금은 사랑할 때》
- 1999년 SBS 일요드라마 《카이스트》
- 1999년 SBS 드라마스페셜 《청춘의 덫》
- 1999년 SBS 주말극장 《파도》
- 1999년 SBS 아침드라마 《그녀의 선택》
- 1999년 SBS 드라마스페셜 《토마토》
- 1999년 SBS 드라마스페셜 《해피투게더》
- 1999년 SBS 월화드라마 《고스트》
- 1999년 SBS 드라마스페셜 《퀸》
- 1999년 SBS 일요아침드라마 《달콤한 신부》
- 2000년 MBC 일요아침드라마 《눈으로 말해요》
- 2003년 한중합작드라마 《아름다운 나비》[6]
- 2004년 KBS2 수목드라마 《해신》 ... 소홍 역
- 2005년 KBS2 일일시트콤 《사랑도 리필이 되나요?》
- 2006년 KBS2 아침드라마 《아줌마가 간다》 ... 이도경 역
- 2007년 SBS 일일연속극 《그 여자가 무서워》
- 2008년 SBS 주말극장 《유리의 성》 ... 송지연 역
- 2008년 MBC 아침드라마 《하얀 거짓말》 ... 송연희 역
- 2009년 KBS2 수목드라마 《파트너》
- 2010년 KBS2 수목드라마 《추노》 ... 기생 행수 역
- 2010년 MBC 아침드라마 《분홍립스틱》 ... 김민주 역
- 2010년 SBS 드라마스페셜 《나쁜 남자》 ... 건욱 모친 역
- 2010년 SBS 월화드라마 《닥터 챔프》 ... 이석란 역
- 2010년 KBS2 수목드라마 《도망자 플랜 B》 ... 여 형사 역
- 2011년 MBC 일일연속극 《남자를 믿었네》
- 2011년 SBS 월화드라마 《내게 거짓말을 해봐》 ... 송지은 역
- 2012년 KBS1 일일연속극 《힘내요 미스터 김》 ... 주연지 역

### 영화
- 2009년 《인사동 스캔들》 ... 윤원장 역
- 2010년 《죽이고 싶은》 ... 문수진 역
- 2011년 《악인은 너무 많다》 ... 박서정 역

## 예능
- 2001년 SBS 《도전 1000곡》
- 2004년 SBS 《실제상황 토요일 - X맨》

## 수상
- 1997년 SBS 톱 탤런트 선발대회 금상

## 결혼 및 가족
- 송서연은 2013년 3월 19일 서울특별시 강남구 역삼동 라움 체임버 홀에서 4인조 댄스그룹 노이즈의 멤버였던 홍종구씨와 결혼식을 올렸는데 이에 앞서 2007년 10월 18일 7세 연상의 회사원과 결혼했지만[7]   다음 해[8]    이혼했다.